# Método Feldenkrais
El Método Feldenkrais es un método de aprendizaje somático creado por el israelí Moshé Feldenkrais (1904-1984) a mediados del siglo XX. Los proponentes del método afirman que este reorganiza las conexiones entre el cerebro y el resto del cuerpo y, por lo tanto, mejora el movimiento corporal y el estado psicológico.
No existe evidencia médica de que el método Feldenkrais tenga algún beneficio para la salud, sea seguro o tenga una relación costo-beneficio positiva, sin embargo los investigadores no creen que presente riesgos graves a la salud.

## Historia
Al igual que otros métodos somáticos, como los iniciados por F. Matthias Alexander, Elsa Gindler y Gerda Alexander, el Método Feldenkrais se originó en los esfuerzos de su fundador para trabajar sobre su propio problema corporal. En el caso de Moshé Feldenkrais, se trataba de una rodilla con lesión crónica. : 82 
Feldenkrais se lesionó la rodilla por primera vez mientras jugaba fútbol en Palestina en la década de 1920. : 82  Se la volvió a lesionar en las cubiertas resbaladizas de los submarinos mientras trabajaba como científico en la estación naval británica en Fairlie, North Ayrshire, Escocia, durante la Segunda Guerra Mundial.
Feldenkrais era ya instructor de judo y estaba cerca de completar el trabajo para obtener el título de Doctor en Ciencias bajo la dirección del premio Nobel Frédéric Joliot-Curie. : 208  Ante la posibilidad de una cirugía que podría dejarlo con una cojera de por vida, Feldenkrais decidió aplicar los conocimientos adquiridos de sus estudios de física, ingeniería y artes marciales a un autoaprendizaje intensivo de sus propios hábitos de movimiento. Cuando su trabajo le proporcionó un alivio tal que le permitió evitar la cirugía de rodilla, comenzó a explorar los métodos que había desarrollado en su propio tratamiento con un pequeño grupo de personas en Fairlie, incluidos su colega científico John Desmond Bernal y John Boyd-Orr, premio Nobel y primer presidente de la Academia Mundial de Arte y Ciencia.
Después de servir como jefe de ingeniería electrónica para el ejército israelí en el recién formado Estado de Israel de 1951 a 1953, Feldenkrais dedicó el resto de su vida, desde los 50 años de edad en adelante, a desarrollar y enseñar autoconciencia a través de lecciones de movimiento.
Desde la década de 1950 hasta su muerte en 1984, enseñó continuamente en su ciudad natal de Tel Aviv. Feldenkrais ganó reconocimiento en parte a través del recuento de su trabajo en los medios de comunicación por parte de personas prominentes, incluyendo al primer ministro israelí David Ben-Gurion. A principios de la década de 1950, Feldenkrais hizo viajes para enseñar en Europa y América. Varios cientos de personas se convirtieron en practicantes certificados de Feldenkrais a través de capacitaciones que realizó en San Francisco de 1975 a 1978 y en Amherst, Massachusetts, de 1980 a 1984. Anticipándose a la necesidad de una estructura institucional para continuar su enseñanza, ayudó a fundar el Gremio Feldenkrais de América del Norte en 1977.
Feldenkrais desarrolló el marco conceptual de su método en parte a través de la publicación de seis libros, comenzando con Body and Mature Behavior (1949) y terminando con The Potent Self (1985), publicado póstumamente.
Desde la muerte de Feldenkrais, la comunidad internacional de Feldenkrais ha utilizado una estructura de gremios para regular su actividad, con juntas de acreditación de capacitación en América, Europa y Australasia que supervisan gremios y asociaciones en dieciocho países miembros. El Diario Feldenkrais, la publicación anual del Gremio Feldenkrais de América del Norte, sirve como foro para que la comunidad Feldenkrais discuta el método y sus aplicaciones.

## Fundamentos y descripción
El Método Feldenkrais es un tipo de aprendizaje somático basado en el aprendizaje orgánico, significativo, que, según sus proponentes, puede crear nuevas conexiones  entre la corteza motora y el resto del cuerpo, beneficiando la calidad del movimiento corporal y el bienestar general. La Feldenkrais Guild of North America (Gremio Feldenkrais de Norteamérica) afirma que el método Feldenkrais permite a las personas "redescubrir [su] capacidad innata para un movimiento elegante y eficiente" y que "Estas mejoras a menudo se generalizarán para mejorar el funcionamiento en otros aspectos de [su] vida". Sus defensores afirman que el Método Feldenkrais puede beneficiar a personas con una serie de afecciones médicas, incluidos niños con autismo y personas con esclerosis múltiple. Sin embargo no existe evidencia médica que respalde dichas afirmaciones.
Durante una sesión, un profesional de Feldenkrais dirige la atención a los patrones de movimiento habituales para tomar consciencia del uso actual que la persona hace de sí misma; de sus estructuras físicas y de sus pensamientos, y guía al alumno durante su búsqueda y descubrimiento por sí mismo de nuevos patrones que tal vez le resulten más eficientes. Todo esto a través de movimientos suaves y lentos. La ejecución lenta es necesaria para poder sentir todos los matices que implica un gesto motor. Estos movimientos pueden ser pasivos (realizados por el profesional en el cuerpo del receptor) o activos (realizados por el receptor). El destinatario permanece completamente vestido durante las sesiones. 

## Efectividad y recepción
En 2015, el Departamento de Salud del Gobierno de Australia publicó los resultados de una revisión de terapias alternativas que buscaba determinar si alguna era adecuada para estar cubierta por los seguros médicos. El Método Feldenkrais fue una de las 17 terapias evaluadas para las cuales no se encontró evidencia clara de efectividad. En consecuencia, en 2017, el gobierno australiano identificó el Método Feldenkrais como una práctica que no calificaría para ser subsidiada en los seguros médicos, afirmando que esto "garantizaría que los fondos de los contribuyentes se gasten adecuadamente y no se dirijan a terapias que carecen de evidencia".
Existe evidencia limitada de que el uso del Método Feldenkrais en el lugar de trabajo puede ayudar a la rehabilitación de las personas con problemas en las extremidades superiores.
El cirujano y divulgador científico David Gorski ha escrito que el Método tiene similitudes con la curación por la fe, y es como "yoga glorificado" y que "raya en la charlatanería".

## Influencias
El desarrollo del Método Feldenkrais fue influenciado por la participación de Moshe Feldenkrais en las artes marciales. : 71  Una de las principales influencias del judo en el Método Feldenkrais es la diferenciación entre el ejercicio de memoria y el movimiento atento: "los métodos de ejercicio físico en boga... ejercitan solo los músculos sin ningún otro objetivo, y uno necesita mucha voluntad para plegarse indefectiblemente a uno de estos métodos", escribió Feldenkrais en 1952. "El judo es muy diferente, cada movimiento tiene un objetivo específico que se alcanza después de una ejecución precisa y flexible". Antes de centrarse en la creación de su propio método, Feldenkrais influyó en la enseñanza de las artes marciales en Europa occidental mediante la publicación de cinco libros sobre jiujitsu y judo, así como la enseñanza en centros de práctica en Francia y Gran Bretaña. : 211–212 
Feldenkrais nació en una familia y comunidad jasídicas, y reconocía que judaísmo jasídico había tenido influencia en su método. : 7  En la biografía de David Kaetz, Making Connections: Roots and Resonance in the Life of Moshe Feldenkrais (2007), se argumenta que se pueden encontrar muchas líneas de influencia entre el judaísmo de la educación de Feldenkrais y el Método Feldenkrais. Como por ejemplo, el uso de la paradoja como herramienta pedagógica Feldenkrais también reconoció la influencia del espiritualista ruso George Gurdjieff en su trabajo, en particular las enseñanzas de Gurdjieff sobre el automatismo y la libertad en encarnación. : 430–444 
 

Feldenkrais obtuvo su doctorado en un programa en la Sorbona que intentaba unir la física teórica y la ingeniería industrial. : 128–129  Mark Reese, otro de sus biógrafos, dice que Feldenkrais hizo hincapié en la investigación científica práctica para comprender la encarnación expresada a través de su método: 
 "Feldenkrais fue crítico de la apropiación del término 'energía' para expresar fenómenos inconmensurables o para etiquetar experiencias que la gente tenía problemas para describir", señala Reese. "Era impaciente cuando alguien invocaba energía en 'explicaciones' pseudocientíficas que ocultaban una falta de comprensión. En tales casos, instaba al escepticismo y al discurso científico. Alentaba narrativas empíricas y fenomenológicas que podrían conducir a descubrimientos". : 117  
 Feldenkrais incorporó las opiniones de otros científicos en su enseñanza. Por ejemplo, hizo consultas tanto al neurocirujano Karl H. Pribram como al ciberneticista Heinz von Foerster durante entrenamientos en San Francisco a mediados de la década de 1970. : 329–330 